# Calcedonia

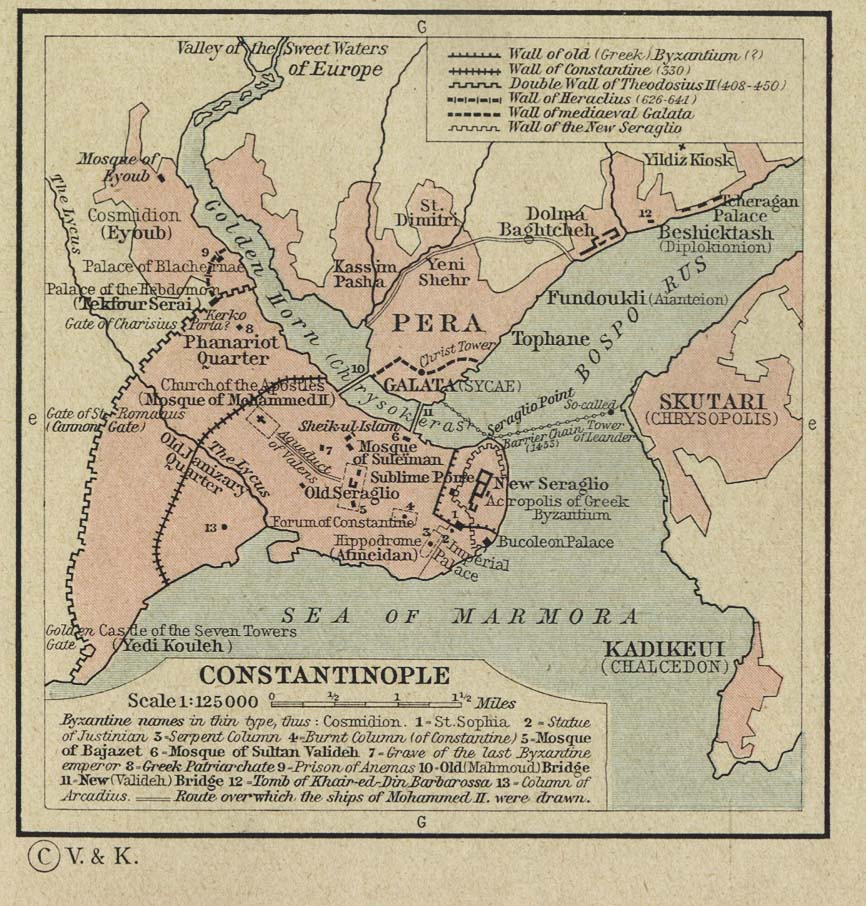
Mappa mostrante la posizione relativa di Bisanzio e Calcedonia

Calcedonia (in greco antico: Χαλκηδών?, Chalcedon; in latino Chalcedonia) fu una colonia greca nella Bitinia, un'area dell'Asia minore, posta presso il mar di Marmara, di fronte a Bisanzio. Corrisponde a Kadıköy, oggi un moderno quartiere di Istanbul. Il minerale calcedonio prende il nome da questa città.

## Storia
Nacque nel 685 a.C. come una colonia di Megara; la posizione scelta dai fondatori era così inferiore rispetto a quella di Bisanzio, visibile al di là dello specchio d'acqua che le divideva, che Calcedonia era soprannominata "la città del cieco", perché solo un cieco avrebbe potuto scegliere di fondare una città nel luogo di Calcedonia quando era disponibile quello di Bisanzio (che venne fondata dopo).
Il suo destino seguì quello di Bisanzio: venne conquistata dal satrapo persiano Otane; vi venne costruito il ponte di barche necessario all'invasione persiana all'inizio delle guerre persiane.
Oscillò a lungo tra l'alleanza con Sparta e quella con Atene durante la Guerra del Peloponneso: accolse Lamaco, uno dei tre strateghi inviati nell'Ellesponto per raccogliere il tributo della Lega di Delo; In seguito la città passò in campo spartano, accogliendo una guarnigione lacedemone. Nel 410 a.C. Alcibiade conquistò la città, sconfiggendo il satrapo Farnabaze accorso a difenderla.
Calcedonia venne infine ceduta per testamento alla Repubblica romana da Attalo III di Pergamo, insieme al resto del suo regno (133 a.C.). Nei suoi pressi fu combattuta una battaglia terrestre e navale nel 74 a.C. e subì la distruzione, parziale, durante la terza guerra mitridatica a opera dello stesso Mitridate VI. Nel 218 vi si rifugiò l'imperatore Macrino, sconfitto nella battaglia di Antiochia da Eliogabalo, ma fu riconosciuto e catturato. Nel 361 vi venne istituito un tribunale dove si tennero i processi voluti dall'imperatore romano Giuliano. Nel 451 (8 ottobre-1º novembre) si tenne qui il Concilio di Calcedonia.
La sua prossimità a Bisanzio-Costantinopoli la vide oggetto di attacchi da parte di popolazioni barbariche interessate alla vicina capitale romana. Nel 616/626 venne occupata dal re sasanide Cosroe II, In seguito cadde per un certo periodo sotto il controllo degli Arabi sotto Yazid (Assedio di Costantinopoli (674)). Calcedonia fu gravemente danneggiata durante la Quarta Crociata (1204). Cadde definitivamente sotto il dominio ottomano sotto Orhan Gazi un secolo prima della conquista ottomana di Costantinopoli. Gli Ottomani la utilizzarono come una cava di materiale edilizio per la vicina Costantinopoli.
La presenza greca in città cessò quando la popolazione ellenica fu costretta ad abbandonare la città in seguito ai fatti noti come Catastrofe dell'Asia Minore e il conseguente Scambio di popolazioni tra Grecia e Turchia negli anni venti del novecento. Una parte della comunità, fuggita dalla Turchia, si insediò in Grecia a Nea Chalchidona vicino ad Atene e a Salonicco nella località Nea Chalchidona. A sud della città sorgeva Panteichion (moderna Pendik), ora in rovina, dove si racconta si sia ritirato a vita privata il generale bizantino Belisario.